# K.u.k. Officierstöchter-Erziehungs-Institut Ödenburg
Das k.u.k. Officierstöchter-Erziehungs-Institut (ungarisch: Tiszti Leánynevelő Intézet) war eine Bildungseinrichtung in Ödenburg, Österreich-Ungarn zur Unterstützung von Offizierstöchtern, die während der Revolutionskämpfe von 1848/1849 verwaist waren. Das Institut ging auf einen Verein zurück, den Mathilde Zahradnik, geborene Gräfin Bolza, gegründet hatte.

## Planung
Am 25. März 1850 kam es zur Gründung des Frauen-Vereins zur Erziehung verwaister mittelloser Officiers-Töchter in Ödenburg. Die Statuten des Vereins wurden dem Reichskriegsministerium zur Würdigung und Sanktionierung vorgelegt, wo zunächst nichts geschah. Erzherzog Albrecht Friedrich von Österreich als Militärgouverneur von Ungarn aber gab seine Zustimmung und auch das Ministerium des Inneren befürwortete diese Vereinsgründung und so kam es bereits am 8. Mai 1852 zur Genehmigung durch Kaiser Franz Joseph I.
Zu den ersten Spendern gehörten unter anderen die Kaiserinnen Elisabeth und Carolina Auguste sowie die Erzherzöge Albrecht und Carl Ferdinand. Feldmarschall Josef Wenzel Radetzky von Radetz spendete 1852 8.000 Gulden unter der Bedingung, dass das Institut innerhalb von fünf Jahren aktiv werden müsse. Widrigenfalls sollte diese Summe dem k.k. Officierstöchter-Erziehungs-Institut in Hernals bei Wien zugutekommen. Dieses Beispiel des Feldmarschalls löste wiederum eine Spendenwelle unter Armeeangehörigen aus, so dass etwa 2/3 des Stammvermögens des Vereins (1855: 56.625 Gulden) von diesen stammte.
Die oben erwähnte Summe reichte zwar noch nicht aus, um ein Haus für das Institut anzukaufen, doch die ersten 12 Zöglinge wurden aufgenommen und dem Ursulinen-Kloster in Ödenburg zur Erziehung übergeben. Zur Freude des Vereins entzog das Armeeoberkommando diesen Mädchen früher gewährte Erziehungsbeiträge und Gnadengaben nicht wieder.
1856 stiftete Feldmarschall-Leutnant David Kräutner von Thatenberg einen Freiplatz.
Bis 1857 war zwar das Vereinsvermögen Dank weiterer Spenden auf eine Summe von 80.000 Gulden gestiegen, was aber immer noch nicht für ein eigenes Haus für das geplante Institut reichte. Feldmarschall Radetzky gewährte daraufhin eine Fristerstreckung um zehn Jahre.
Das Wiener Großhandlungs-Gremium widmete 1859 13.900 Gulden zur Gründung von zwei Stiftungsplätzen und auch Feldmarschall-Leutnant Morzin stiftete zwei Plätze.
Im Jahr 1866, ein Jahr vor dem Ende der von Graf Radetzky gesetzten Frist, holte der Verein bei der Knaben-Erziehungs-Anstalt Friedrich Lähne in Ödenburg ein Gutachten über die Finanzierbarkeit der Errichtung des Instituts ein. Auf Grund der Aussage, dass ein für 25 Plätze ausgelegtes Institut mit dem vorhandenen Kapital nicht finanzierbar sei, wandte sich der Verein an das Kriegsministerium, welches die Spende des unterdessen verstorbenen Feldmarschalls Radetzky verwaltete, mit der Bitte um eine neuerliche Fristerstreckung. Diese wurde 1867 für drei weitere Jahre gewährt.
Beinahe wäre auch diese Frist abgelaufen, ohne dass der Verein ein eigenes Gebäude vorweisen und das Institut seine Tätigkeit aufnehmen konnte – wodurch die Summe von 8.000 Gulden wohl endgültig verloren gewesen wäre – vermachte die Feldmarschall-Leutnants-Witwe Caroline Freiin von Werner 30.000 Gulden dem Verein, was das Vereinskapital auf eine Summe von rund 200.000 Gulden hochtrieb.

## Kauf und Bau
Dies ermöglichte es dem Verein endlich, am 11. März 1869 den Kauf des Hauses von Alexandrine von Nagy in Ödenburg um 25.000 Gulden und dessen notwendige Adaptierungen zu beschließen.
Seit 1862 wurden auf Vereinskosten 24 Zöglinge im Ursulinen-Kloster verpflegt. Nun wurde beschlossen, um den älteren von ihnen eine weitergehende Ausbildung zu ermöglichen, diese ins Stift der Englischen Fräulein nach Pest zu schicken. Nur die noch nicht 18-jährigen Mädchen sollten vom Verein ins neue Institut übernommen werden – das waren 16 Mädchen.
Mit dem Kauf des zukünftigen Institutsgebäudes brach aber innerhalb des Vereins ein Richtungsstreit über den zukünftigen Beruf der Zöglinge aus, mit welchem sie ihren zukünftigen Lebensweg finanzieren sollten. Zur Wahl stand die Ausbildung als Lehrerinnen und Erzieherinnen oder lediglich eine bürgerlich-häusliche Erziehung. Schließlich setzten sich jene Vereinsmitglieder durch, die für den Beruf der Lehrerinnen und Erzieherinnen plädierten.
Die Leitung des Instituts war Aufgabe einer Obervorsteherin, die von zwei – später drei – Untervorsteherinnen beim Schulunterricht und der Erziehung der Mädchen unterstützt wurde.
Die Zöglinge wurden in zwei Klassen geteilt, die das Lehrziel von Volks- und anschließend Bürgerschule zu erreichen hatten. Daran schloss en sich drei Jahre mit der Aufgabe einer Lehrerinnen-Präparandie an. Für die in diesem Abschnitt unterrichteten Gegenstände (Physik, Chemie, Geometrie, Zeichnen, französisch, englisch, Gesang, Turnen, Handarbeiten) wurden auch externe Lehrkräfte herangezogen. Klavierunterricht wurde ebenfalls erteilt, aber nur dann, wenn die dafür anfallenden Kosten von Angehörigen des Zöglings getragen wurden.
Aufgenommen wurden die Mädchen in einem Alter von acht bis zwölf Jahren, die Erziehungsdauer sollte zehn Jahre betragen. Die Bedingungen hier im Institut in Ödenburg entsprachen also weitgehend jenen in Hernals.
Am 15. September 1870 zog die Obervorsteherin Maria Mingazzi di Modigliano – eine ehemalige Schülerin des Offizierstöchter-Erziehungsinstituts Hernals – mit den ersten Schülerinnen ins neue Haus.

## Weitere Geschichte
Das königlich-ungarische Unterrichts-Ministerium genehmigte im Jahr 1874, dass die ersten vier Zöglinge ihre Abschlussprüfung an einer öffentlichen Lehrer-Präparandie ablegen durften, welche auch erfolgreich absolviert wurden.
Im Institut in Ödenburg war alles ruhig und friedlich, im Verein hingegen herrschte Aufruhr. Es gab wieder einen Richtungsstreit, diesmal wollte eine Gruppierung den Verein von seiner ursprünglichen Bestimmung – verwaiste Offizierstöchter zu unterstützen – abbringen, was heftige Vereinssitzungen zur Folge hatte. Die Vereinspräsidentin – Feldmarschall-Leutnants-Witwe Freiin von Fromm – drohte sogar mit ihrem Rücktritt, sollte sich die Zielsetzung des Vereins ändern. Trotzdem wurden diese Änderungsbestrebungen immer stärker.
Ein in Wien zusammengetretenes Offizierskomitee beauftragte Kameraden, bei der nächsten Generalversammlung des Vereins in Ödenburg einen Antrag auf Auflösung des Vereins zu stellen. Die daraufhin folgende Abstimmung brachte eine Mehrheit von 985 zu 143 Stimmen für die Auflösung. Die Vereinsstatuten verlangten für eine Auflösung eine Mehrheit von 7/8 der Stimmen und diese wurde nicht erreicht.
Der Garnisonskommandant von Ödenburg – Generalmajor Baron Heinold – unterstützte das Offiziers-Komitee mit Ratschlägen. Am 29. April 1876 war die nächste Generalversammlung und diesmal sorgte die Anwesenheit einer großen Zahl von Armeevertretern für eine Mehrheit von 1637 zu 7 Stimmen.
Das k.u. Ministerium des Inneren genehmigte den Beschluss, das Institut unter die Leitung und Oberaufsicht des gemeinsamen Kriegsministeriums in Wien zu stellen.
Einem gewählten fünfköpfigen Komitee wurde der Auftrag erteilt, das Vereinsvermögen dem Kriegsministerium zu übergeben und gemeinsam mit diesem einen Stiftbrief abzufassen, damit das Institut als unantastbare Stiftung unter dem Titel Stiftung des Frauenvereines zur Erziehung und Bildung verwaister k.k. Officierstöchter des gemeinsamen Heeres künftig fortbestehe.
Am 22. März 1877 übernahm der Garnisonskommandant von Ödenburg das Vereinsvermögen, um es nach Wien ins Kriegsministerium zu bringen.
Im Juli 1877 begannen die Arbeiten an der Errichtung zweier Hofflügel, die die Zahl der Plätze für Zöglinge auf 40 erhöhen sollte. Unter der Leitung von Hauptmann im Geniestab, Edmund Ritter von Brason, Lehrer an der k.k. Militär-Akademie in Wiener Neustadt, wurden die Arbeiten im September des gleichen Jahres abgeschlossen.
Ebenfalls 1877 wurde die Art der Zusammenarbeit der beiden Offizierstöchter-Institute geregelt. Die neu zugegangenen Zöglinge erhielten in Ödenburg den Volksschul- und Bürgerschulunterricht. War dieses Ziel erreicht, übersiedelten sie nach Hernals, um hier die pädagogische Ausbildung zu erhalten. Für die Zöglinge aus Ödenburg brachte diese Regelung den Vorteil, dass auch sie in den Genuss der noch auf Kaiser Joseph II. zurückgehenden Militärpension Anrecht hatten. Die ersten 13 Zöglinge wechselten im September des Jahres 1877 nach Hernals.
1879 wurde eine provisorische Turnhalle errichtet, die aber 1889/1890 ebenso wie das angekaufte Haus Lange Zeile 8 demoliert wurde, um das 1883 aufgestockte Hauptgebäude zu vergrößern. Die Straßenfront des Instituts wurde damit wesentlich verlängert. In Gegenwart von Kaiser Franz Joseph wurde am 1. Juni 1884 in der neu errichteten Kapelle des Instituts die erste Heilige Messe gefeiert.
Ein Allerhöchster Befehl vom 17. Oktober 1889 ordnete an, dass von nun an die Armee, all ihre Teile, Organe und Anstalten die Bezeichnung „kaiserlich und königlich“ zu führen hätten – und somit auch die k.u.k. Officierstöchter-Erziehungs-Institute in Ödenburg und Hernals.
Da trotz der immer wieder erfolgten baulichen Erweiterungen nur ein kleiner Teil der Gesuche um Aufnahme positiv erledigt werden konnte, bat General Feldenhauser – Leiter der Abteilung VI im Reichskriegsministerium und damit zuständig für Militärschulen und -erziehungsanstalten – Camilla Freiin von Bauer, die Gattin des Reichskriegsministers, um Hilfe bei der Erschließung neuer Geldquellen. Die Baronin fand hohe und einflussreiche Damen, die ihr bei der Verwirklichung dieses Vorhabens helfen wollten. Kaiserin Elisabeth übernahm das Protektorat über dieses Komitee. Sie gestattete auch, dass diese Stiftung anlässlich der Hochzeit ihrer Tochter, Erzherzogin Marie Valerie Valerie-Stiftung genannt wurde.
Im Februar 1891 erließ das Komitee einen Spendenaufruf, der großen Erfolg hatte. Bedeutendster Spender war Erzherzog Albrecht, dieser spendete das Kapital zur Finanzierung eines Freiplatzes, der auch den Namen seines Spenders tragen sollte. Insgesamt ging Geld ein für 17 Freiplätze.
Ein bekannter Lehrer der Schule war der Volkskundler Johann Reinhard Bünker, der dort ab 1892 als Zeichenlehrer tätig war.
Die weitere Geschichte des Instituts ist wenig gesichert.